# 葉木村
葉木村（はきむら）は、熊本県八代郡にあった村。現在の八代市泉町葉木にあたる。

## 歴史
- 1889年（明治22年）4月1日 - 町村制の施行により、近世以来の葉木村が単独で自治体を形成。
- 1954年（昭和29年）10月1日 - 柿迫村・栗木村・久連子村・椎原村・仁田尾村・樅木村・下岳村と合併して泉村が発足。同日樅木村廃止。